# Bifrenaria inodora
Bifrenaria inodora là một loài lan.
 Tư liệu liên quan tới Bifrenaria inodora tại Wikimedia Commons